# Supharada Kisskalt
Supharada „Anya“ Kißkalt (* 27. Februar 2002 in Nakhon Si Thammarat, alternative Schreibweise Supharada Kisskalt) ist eine deutsche Taekwondoin.

## Sportliche Laufbahn
Anya Kisskalt begann 2009 mit dem Training der Kampfkunst Taekwondo.

### Junior
Nach mehreren Medaillengewinnen bei offenen Turnieren seit dem Jahr 2014 nahm Kisskalt 2015 zum ersten Mal an den Junioren-Europameisterschaften des olympischen Taekwondo teil. Im selben Jahr gewann sie bei den Weltmeisterschaften in Muju eine Bronzemedaille in der Gewichtsklasse -37 kg.
2016 und 2017 folgten weitere Teilnahmen an Europameisterschaften. 2018 nahm sie am Qualifikationsturnier für die Olympischen Jugendspiele 2018 teil. Auf nationaler Ebene wurde Kisskalt im Kadetten- und Juniorenbereich insgesamt sechs Mal deutsche Meisterin, zwei Mal Vizemeisterin und zweimal Bronzemedaillengewinnerin.
2019 nahm Kisskalt erneut an den Europameisterschaften teil und gewann eine Bronzemedaille in der Gewichtsklasse -49 kg.

### Senior
2022 nahm Kisskalt an den Seniorenwettkämpfen bei den Europameisterschaften in Manchester sowie beim Grand Prix in Paris teil. Ebenfalls nahm sie an den Taekwondo-Weltmeisterschaften 2022 in Guadalajara teil. Im selben Jahr gewann sie eine Silbermedaille bei den U21-Europameisterschaften in Tirana. 2023 war sie Teilnehmerin an den Weltmeisterschaften in Baku, dort unterlag sie in der Auftaktrunde in der Klasse bis 53 kg der Tunesierin Chaima Touimi.
2023 gewann Kisskalt in der Gewichtsklasse bis 49 kg eine Bronzemedaille bei den Europaspielen in Krakau. Bei den 2023 im Rahmen von Die Finals ausgetragenen deutschen Meisterschaften in den olympischen Gewichtsklassen erreichte sie den ersten Platz in der Klasse bis 49 kg. Im Sommer desselben Jahres gewann sie bei den Welthochschulspielen in Chengdu eine Bronzemedaille in der Klasse bis 49 kg.
Bei den 2024 in Belgrad ausgetragenen Europameisterschaften gewann Kisskalt das Viertelfinale gegen die serbische Sportlerin Milica Milić, unterlag gegen Adriana Cerezo im Halbfinale und gewann somit eine Bronzemedaille in der Klasse bis 49 kg.

## Werdegang
Kisskalt trainiert mit dem Taekwondo-Bundeskader am Stützpunkt in Langwasser, erreichte 2021 das Fachabitur und studiert seitdem einen Management-Studiengang an der Hochschule für angewandte Wissenschaften Ansbach.